# ألان لوكهيد
ألان هاينس لوكهيد (Allan Haines Lockheed) (20 يناير 1889 - 26 مايو 1969)، أسمه الأصلي ألان هينس لوغهيد (Allan Haines Loughead)، كان رائد طيران ومهندس أمريكي. شكل شركة ألكو هيدرو- إيربلان كومباني مع شقيقه مالكولم لوغيهد والتي أصبحت فيما شركة لوكهيد.
في عام 1934 غير لوغيهد قانونيا اسمه إلى ألان لوكهيد. كما أسس شركتين أخرتين من شركات تصنيع الطائرات في عقد 1930 ولكنها لم تنجح. بعد الحرب العالمية الثانية، واصل حياته المهنية كمسوق عقاري بينما كان يعمل في بعض الأحيان كمستشار طيران. حافظ ألان لوكهيد على علاقة غير رسمية مع شركة لوكهيد للطائرات حتى وفاته في عام 1969 في توسان بولاية أريزونا.

## الموت
توفي ألان لوكهيد بسرطان الكبد في توسان في 28 مايو 1969، في سن 80.

## الآرث
كرم لوكهيد في قاعة الطيران الوطنية للمشاهير في دايتون، أوهايو، في عام 1986. بحضور ابنته بيت، واستلم ابنه جون جائزة التكريم.